# Édouard Beaufils
Édouard Beaufils est un écrivain français né à Rennes le 27 août 1867 et mort à Paris 18e le 24 février 1941.

## Biographie
Édouard Beaufils est le fils de Louis Marie Beaufils, économe des Hospices de Rennes, et de Marie Thérèse Amélie Brehier. Il est le frère de Paul Beaufils.
Il devient rédacteur au ministère de la Guerre à partir de 1895.
Poète, il est membre du Parnasse breton contemporain.
Secrétaire de L'Hermine, il y publie son « Bulletin séparatiste de la Bretagne autonome ».

## Œuvres
- Les Houles, 1894
- Italiam... Italiam, 1907
- Les Rades, 1917
- Le Sortilège, 1925
- Poèmes franciscains, 1927

## Pour approfondir